# Leo Varadkar
Leo Varadkar  (pronunciació en anglès: /ˈliː.oʊ vəˈɹædkəɹ/) (Dublín, 18 de gener de 1979) és un polític irlandès de Fine Gael del què n'ha estat líder entre 2017 i 2024, Taoiseach de la República d'Irlanda entre 2017 i 2020, i entre 2022 i 2024, i Tánaiste entre 2020 i 2022, sent el primer ministre més jove del país i el primer líder homosexual d'Irlanda. Anteriorment fou ministre de Protecció Social des del 5 de maig de 2016 i Teachta Dála per Dublín Occidental des del 2007.

## Biografia
Varadkar va estudiar medicina al Trinity College de Dublín. Va treballar diversos anys com a metge resident abans de qualificar-se com un metge de medicina general el 2010. El 2004 va entrar a formar part del Consell del Comtat de Fingal i va ocupar el càrrec de tinent d'alcalde abans de la seva elecció a la Dáil Éireann. Va ser ascendit a la direcció per Enda Kenny com a portaveu d'Empresa, Comerç i Ocupació. Va romandre en aquest càrrec fins a una remodelació del 2010, quan va esdevenir portaveu de Comunicacions, Energia i Recursos Naturals.
Després de la formació del govern de coalició el març de 2011, va ser nomenat ministre de Transport, Turisme i Esport. Un canvi de gabinet el juliol de 2014 va fer que Varadkar fos nomenat ministre de Salut. Durant el seu mandat va fer la seva sortida de l'armari, i així és el primer ministre obertament homosexual del govern irlandès. Després de formar-se un govern en minoria de Fine Gael el maig de 2016, va ser nomenat ministre de Protecció Social.

### Primer terme com Taoiseach
Després de la retirada d'Enda Kenny, fou elegit líder del Fine Gael el 2 de juny del 2017. El 14 de juny fou elegit Taoiseach per la Dáil Éireann i aquest nomenament fou aprovat pel President d'Irlanda.

### Tánaiste de Micheál Martin
Micheál Martin del Fianna Fáil va ser nomenat Taoiseach amb un govern de coalició entre el Fine Gael, Fianna Fáil i el Partit Verd amb Varadkar com a Tánaiste com a resultat de les eleccions al Dáil Éireann de 2020, intercanviant-se els papers el 2022.

### Segon terme com Taoiseach
Amb un govern de coalició entre el Fine Gael, Fianna Fáil i el Partit Verd, Varakdar va esforçar-se per liberalitzar Irlanda, alleujant les estrictes lleis anti-avortament del país i va enfrontar-se a la crisi de l'habitatge a Irlanda i a l'augment del nombre d'immigrants fins que el 20 de març de 2024, poc després que el seu govern va perdre perdés dos referèndums per canviar el que va anomenava llenguatge "sexista" a la constitució, va dimitir com a líder de Fine Gael amb efecte immediat, afirmant que dimitiria com a Taoiseach quan el seu successor fos elegit.